# Antoine Meillet
Paul Jules Antoine Meillet (født 11. november 1866 i Moulins, død 21. september 1936 i Châteaumeillant) var en fransk sprogforsker.
Efter at have studeret i Paris, navnlig under Bréal og Saussure, og i Wien blev han 1891 maître de conférences ved Écoles des Hautes Études i Paris, siden ved École des Langues Orientales og 1906 professor i sammenlignende sprogvidenskab ved Collège de France sammesteds. Meillet har dels ved sin mangesidige forfattervirksomhed, dels ved sin fremragende dygtighed som lærer øvet en overordentlig stor indflydelse på sprogforskningen ikke alene i Frankrig, men også udenfor sit lands grænser. Med aldrig svigtende klarhed har han behandlet mange forskellige sprog dels i lærebøger, dels i enkeltundersøgelser.
Af hans værker skal nævnes: Recherches sur l'emploi du génitif-accusatif en vieux-slave (1897), Études sur l'étymologie du vieux-slave (1902), Grammaire arménienne (1903), Introduction à l'étude comparative des langues indoeuropéennes (1903, 4. udgave 1922), Les dialectes indoeuropéennes (1908), Histoire de la langue grecque (1913), Caractères généraux des langues germaniques (1917), Les langues dans l'Europe nouvelle (1918) og Linguistique historique et linguistique générale (1921).